# Mistrzostwa Afryki w Lekkoatletyce 1996
10. Mistrzostwa Afryki w Lekkoatletyce – ogólnoafrykańskie zawody lekkoatletyczne, które odbyły się w kameruńskim mieście Jaunde w roku 1996. Areną zmagań sportowców był Stade Omnisports.

## Rezultaty

### Mężczyźni
| Konkurencja           | Złoto                                | Złoto     | Srebro                               | Srebro    | Brąz                                                    | Brąz      |
| --------------------- | ------------------------------------ | --------- | ------------------------------------ | --------- | ------------------------------------------------------- | --------- |
| 100 m                 | Seun Ogunkoya · Nigeria              | 10.45     | Benjamin Sirimou · Kamerun           | 10.54     | Sunday Emmanuel · Nigeria                               | 10.66     |
| 200 m                 | Oumar Loum · Senegal                 | 20.7      | Joseph Loua · Gwinea                 | 20.8      | Justice Dipeba · Botswana                               | 20.9      |
| 400 m                 | Ibrahima Wade · Senegal              | 45.75     | Simon Kemboi · Kenia                 | 46.00     | Samson Kipchirchir Yego · Kenia                         | 46.14     |
| 800 m                 | Fred Onyancha · Kenia                | 1:46.69   | Adem Hecini · Algieria               | 1:47.17   | Kipkemboi Lagat · Kenia                                 | 1:47.35   |
| 1500 m                | Moses Kigen · Kenia                  | 3:39.78   | Sammy Rono · Kenia                   | 3:40.47   | Gilbert Mvuyekure · Burundi                             | 3:47.95   |
| 5000 m                | Paul Koech · Kenia                   | 13:35.13  | Simon Chemoiywo · Kenia              | 13:35.13  | Faustin Ngézahayo · Burundi                             | 13:49.49  |
| 10 000 m              | Stephen Kiogora · Kenia              | 29:16.4   | William Kipchumba · Kenia            | 29:22.3   | Isidore Nzigiyimana · Burundi                           | 30:14.4   |
| 3000 m z przeszkodami | Kipkemboi Cheruiyot · Kenia          | 8:38.72   | Faustin Ngézahayo · Burundi          | 8:39.38   | Thomas Toyi · Burkina Faso                              | 8:48.99   |
| 110 m przez płotki    | William Erese · Nigeria              | 13.7      | Moses Oyiki Orode · Nigeria          | 13.8      | Judex Lefou · Mauritius                                 | 13.9      |
| 400 m przez płotki    | Ibou Faye · Senegal                  | 49.60     | Ferrins Pieterse · Południowa Afryka | 49.95     | El Hafni Abdel Maksoud Ibrahim · Egipt                  | 50.74     |
| Skok wzwyż            | Khemraj Naiko · Mauritius            | 2.16      | Anthony Idiata · Nigeria             | 2.16      | Olivier Sanou · Burkina Faso                            | 2.13      |
| Skok o tyczce         | Anis Riahi · Tunezja                 | 4.60      | Hassan Farouk Sayed · Egipt          | 4.20      |                                                         |           |
| Skok w dal            | Anis Gallali · Tunezja               | 7.81      | Cheikh Touré · Senegal               | 7.79      | Pa Modou Gai · Gambia                                   | 7.64      |
| Trójskok              | Paul Nioze · Seszele                 | 16.52     | Oluyemi Sule · Nigeria               | 16.17     | Roger Martial Ngouloubi · Demokratyczna Republika Konga | 15.16     |
| Pchnięcie kulą        | Henk Booysen · Południowa Afryka     | 17.34     | Athanase Oloko · Kamerun             | 14.98     | Serge Doh · Wybrzeże Kości Słoniowej                    | 14.84     |
| Rzut dyskiem          | Serge Doh · Wybrzeże Kości Słoniowej | 51.92     | Christian Messi Alaga · Kamerun      | 48.58     | Athanase Oloko · Kamerun                                | 46.72     |
| Rzut młotem           | Hakim Toumi · Algieria               | 69.32     | Samir Haouam · Algieria              | 65.32     | Yacine Louail · Algieria                                | 52.34     |
| Rzut oszczepem        | Pius Bazighe · Nigeria               | 74.78     | Louis Fouché · Południowa Afryka     | 74.54     | Maher Ridane · Tunezja                                  | 72.60     |
| Dziesięciobój         | Anis Riahi · Tunezja                 | 7257 pkt. | Hassan Farouk Sayed · Egipt          | 6788 pkt. | Sid Ali Sabour · Algieria                               | 5071 pkt. |
| Chód na 20 km         | Hatem Ghoula · Tunezja               | 1:29:48   | David Kimutai · Kenia                | 1:30:05   | Mohieddine Béni Daoud · Tunezja                         | 1:31:10   |
| 4 x 100               | Nigeria                              | 39.7      | Senegal                              | 39.9      | Kamerun                                                 | 40.0      |
| 4 x 400               | Senegal                              | 3:03.44   | Kenia                                | 3:03.53   | Mauritius                                               | 3:07.20   |

### Kobiety
| Konkurencja        | Złoto                             | Złoto     | Srebro                             | Srebro    | Brąz                                           | Brąz      |
| ------------------ | --------------------------------- | --------- | ---------------------------------- | --------- | ---------------------------------------------- | --------- |
| 100 m              | Georgette Nkoma · Kamerun         | 11.67     | Marliese Steyn · Południowa Afryka | 11.69     | Myriam Léonie Mani · Kamerun                   | 11.92     |
| 200 m              | Georgette Nkoma · Kamerun         | 23.1      | Marliese Steyn · Południowa Afryka | 23.3      | Myriam Léonie Mani · Kamerun                   | 23.5      |
| 400 m              | Saidat Onanuga · Nigeria          | 52.85     | Grace Birungi · Uganda             | 53.40     | Alimata Koné · Wybrzeże Kości Słoniowej        | 54.31     |
| 800 m              | Naomi Mugo · Kenia                | 2:02.8    | Léontine Tsiba · Kongo             | 2:09.1    | Adama Njie · Gambia                            | 2:10.1    |
| 1500 m             | Naomi Mugo · Kenia                | 4:12.3    | Stéphanie Nicole Zanga · Kamerun   | 4:34.2    | Léontine Tsiba · Kongo                         | 4:35.6    |
| 5000 m             | Florence Djépé · Kamerun          | 17:59.32  | Marie Python · Kamerun             | 18:14.40  | Cathreen Ngwang · Kamerun                      | 19:27.39  |
| 100 m przez płotki | Glory Alozie · Nigeria            | 13.62     | Lana Uys · Południowa Afryka       | 13.78     | Mame Tacko Diouf · Senegal                     | 14.21     |
| 400 m przez płotki | Saidat Onanuga · Nigeria          | 56.64     | Lana Uys · Południowa Afryka       | 57.05     | Kleintjie Mogotsi · Południowa Afryka          | 60.19     |
| Skok wzwyż         | Irène Tiendrébéogo · Burkina Faso | 1.84      | Lolita Nack · Kamerun              | 1.80      | Jeanine Blé · Wybrzeże Kości Słoniowej         | 1.75      |
| Skok w dal         | Grace Umelo · Nigeria             | 6.13      | Béryl Laramé · Seszele             | 5.98      | Kéné Ndoye · Senegal                           | 5.85      |
| Trójskok           | Kéné Ndoye · Senegal              | 12.99     | Abiola Williams · Nigeria          | 12.68     | Françoise Mbango Etone · Kamerun               | 12.51     |
| Pchnięcie kulą     | Hanan Ahmed Khaled · Egipt        | 14.47     | Wafa Ismail El Baghdadi · Egipt    | 14.24     | Oumou Traoré · Mali                            | 12.84     |
| Rzut dyskiem       | Monia Kari · Tunezja              | 53.00     | Caroline Fournier · Mauritius      | 48.80     | Felicia Nkiru Ojiego · Nigeria                 | 45.58     |
| Rzut oszczepem     | Fatma Zouhour Toumi · Tunezja     | 51.88     | Lindy Leveau · Seszele             | 42.24     | Monique Djikada · Kamerun                      | 40.78     |
| Siedmiobój         | Caroline Kola · Kenia             | 5270 pkt. | Anne-Marie Mouri-Nkeng · Kamerun   | 4372 pkt. | Adelaïde Koudougnon · Wybrzeże Kości Słoniowej | 3453 pkt. |
| Chód na 5000 m     | Dounia Kara · Algieria            | 23:15.8   | Nagwa Ibrahim Ali · Egipt          | 24:05.4   | Monica Akoth · Kenia                           | 24:05.7   |
| 4 x 100 m          | Kamerun                           | 44.7      | Wybrzeże Kości Słoniowej           | 45.5      | Senegal                                        | 46.8      |
| 4 x 400 m          | Nigeria                           | 3:39.2    | Kamerun                            | 3:40.5    | Gabon                                          | 3:54.8    |

## Klasyfikacja medalowa
| Klasyfikacja medalowa | Klasyfikacja medalowa         | Klasyfikacja medalowa | Klasyfikacja medalowa | Klasyfikacja medalowa | Klasyfikacja medalowa |
| --------------------- | ----------------------------- | --------------------- | --------------------- | --------------------- | --------------------- |
| Miejsce               | Kraj                          | Złoto                 | Srebro                | Brąz                  | Razem                 |
| 1.                    | Nigeria                       | 9                     | 4                     | 2                     | 15                    |
| 2.                    | Kenia                         | 8                     | 6                     | 3                     | 17                    |
| 3.                    | Tunezja                       | 6                     | 0                     | 2                     | 8                     |
| 4.                    | Senegal                       | 5                     | 2                     | 3                     | 10                    |
| 5.                    | Kamerun                       | 4                     | 8                     | 7                     | 19                    |
| 6.                    | Algieria                      | 2                     | 2                     | 2                     | 6                     |
| 7.                    | Południowa Afryka             | 1                     | 6                     | 1                     | 8                     |
| 8.                    | Egipt                         | 1                     | 4                     | 1                     | 6                     |
| 9.                    | Seszele                       | 1                     | 2                     | 0                     | 3                     |
| 10.                   | Wybrzeże Kości Słoniowej      | 1                     | 1                     | 4                     | 6                     |
| 11.                   | Mauritius                     | 1                     | 1                     | 2                     | 4                     |
| 12.                   | Burkina Faso                  | 1                     | 0                     | 2                     | 3                     |
| 13.                   | Burundi                       | 0                     | 1                     | 3                     | 4                     |
| 14.                   | Demokratyczna Republika Konga | 0                     | 1                     | 2                     | 3                     |
| 15.                   | Gwinea                        | 0                     | 1                     | 0                     | 1                     |
| 15.                   | Uganda                        | 1                     | 0                     | 1                     |                       |
| 17.                   | Gambia                        | 0                     | 0                     | 2                     | 2                     |
| 18.                   | Botswana                      | 0                     | 0                     | 1                     | 1                     |
| 18.                   | Mali                          | 0                     | 0                     | 1                     | 1                     |
| 18.                   | Gabon                         | 0                     | 0                     | 1                     | 1                     |